# Chile a 2004. évi nyári olimpiai játékokon
Chile a görögországi Athénban megrendezett 2004. évi nyári olimpiai játékok egyik részt vevő nemzete volt. Az országot az olimpián 11 sportágban 22 sportoló képviselte, akik összesen 3 érmet szereztek.

## Érmesek
| Érem  | Versenyző                       | Sportág | Versenyszám |
| ----- | ------------------------------- | ------- | ----------- |
| Arany | Nicolás Massú                   | Tenisz  | Férfi egyes |
| Arany | Fernando González Nicolás Massú | Tenisz  | Férfi páros |
| Bronz | Fernando González               | Tenisz  | Férfi egyes |

## Asztalitenisz
Férfi

| Versenyző                      | Versenyszám | 64-es főtábla                                  | 48-as főtábla                                                                  | 32-es főtábla     | Nyolcaddöntő      | Negyeddöntő       | Elődöntő          | Döntő             | Helyezés |
| Versenyző                      | Versenyszám | Ellenfél Eredmény                              | Ellenfél Eredmény                                                              | Ellenfél Eredmény | Ellenfél Eredmény | Ellenfél Eredmény | Ellenfél Eredmény | Ellenfél Eredmény | Helyezés |
| ------------------------------ | ----------- | ---------------------------------------------- | ------------------------------------------------------------------------------ | ----------------- | ----------------- | ----------------- | ----------------- | ----------------- | -------- |
| Juan Papic                     | Egyes       | Ilija Lupulesku (USA) · 2-11, 4-11, 5-11, 2-11 | kiesett                                                                        | kiesett           | kiesett           | kiesett           | kiesett           | kiesett           | 49.      |
| Juan Papic Alejandro Rodríguez | Páros       |                                                | Nigéria (NGR) · Peter Akinlabi · Kazeem Nosiru · 9-11, 5-11, 17-15, 9-11, 7-11 | kiesett           | kiesett           | kiesett           | kiesett           | kiesett           | 25.      |

Női

| Versenyző                          | Versenyszám | 64-es főtábla                                                                                | 48-as főtábla     | 32-es főtábla     | Nyolcaddöntő      | Negyeddöntő       | Elődöntő          | Döntő             | Helyezés |
| Versenyző                          | Versenyszám | Ellenfél Eredmény                                                                            | Ellenfél Eredmény | Ellenfél Eredmény | Ellenfél Eredmény | Ellenfél Eredmény | Ellenfél Eredmény | Ellenfél Eredmény | Helyezés |
| ---------------------------------- | ----------- | -------------------------------------------------------------------------------------------- | ----------------- | ----------------- | ----------------- | ----------------- | ----------------- | ----------------- | -------- |
| Berta Rodríguez                    | Egyes       | Funke Oshonaike (NGR) · 9-11, 8-11, 7-11, 9-11                                               | kiesett           | kiesett           | kiesett           | kiesett           | kiesett           | kiesett           | 49.      |
| Berta Rodríguez María Paulina Vega | Páros       | Venezuela (VEN) · Luisana Pérez · Fabiola Ramos · 14-12, 8-11, 11-6, 7-11, 13-11, 5-11, 7-11 | kiesett           | kiesett           | kiesett           | kiesett           | kiesett           | kiesett           | 33.      |

## Atlétika
Férfi

| Versenyző           | Versenyszám | Selejtező                | Selejtező                | Döntő    | Döntő    |
| Versenyző           | Versenyszám | Eredmény                 | Helyezés                 | Eredmény | Helyezés |
| ------------------- | ----------- | ------------------------ | ------------------------ | -------- | -------- |
| Marco Antonio Verni | Súlylökés   | érvényes kísérlet nélkül | érvényes kísérlet nélkül | kiesett  | kiesett  |

Női

| Versenyző     | Versenyszám | Eredmény | Helyezés |
| ------------- | ----------- | -------- | -------- |
| Erika Olivera | Maraton     | 2:57,14  | 58.      |

| Versenyző       | Versenyszám | Selejtező | Selejtező | Döntő    | Döntő    |
| Versenyző       | Versenyszám | Eredmény  | Helyezés  | Eredmény | Helyezés |
| --------------- | ----------- | --------- | --------- | -------- | -------- |
| Carolina Torres | Rúdugrás    | 400 cm    | 33.       | kiesett  | kiesett  |

## Cselgáncs
Férfi
| Versenyző    | Versenyszám | Selejtező         | 32-es főtábla                 | Nyolcaddöntő      | Negyeddöntő       | Elődöntő          | Vigaszág első kör | Vigaszág negyeddöntő | Vigaszág elődöntő | Bronz- mérkőzés   | Döntő             | Helyezés    |
| Versenyző    | Versenyszám | Ellenfél Eredmény | Ellenfél Eredmény             | Ellenfél Eredmény | Ellenfél Eredmény | Ellenfél Eredmény | Ellenfél Eredmény | Ellenfél Eredmény    | Ellenfél Eredmény | Ellenfél Eredmény | Ellenfél Eredmény | Helyezés    |
| ------------ | ----------- | ----------------- | ----------------------------- | ----------------- | ----------------- | ----------------- | ----------------- | -------------------- | ----------------- | ----------------- | ----------------- | ----------- |
| Gabriel Lama | Középsúly   |                   | Brian Olson (USA) · 0001-0120 | kiesett           | kiesett           | kiesett           |                   |                      |                   |                   |                   | helyezetlen |

## Evezés
Férfi

| Versenyző     | Versenyszám  | Előfutam | Előfutam | Vigaszág | Vigaszág | Elődöntő | Elődöntő | Elődöntő | Döntő | Döntő   | Döntő | Helyezés |
| Versenyző     | Versenyszám  | Idő      | Hely.    | Idő      | Hely.    | Típus    | Idő      | Hely.    | Típus | Idő     | Hely. | Helyezés |
| ------------- | ------------ | -------- | -------- | -------- | -------- | -------- | -------- | -------- | ----- | ------- | ----- | -------- |
| Óscar Vásquez | Egypárevezős | 7:38,04  | 5.       | 7:06,51  | 3.       | D/E      | 7:27,11  | 2.       | D     | 7:10,75 | 5.    | 23.      |

Női

| Versenyző    | Versenyszám  | Előfutam | Előfutam | Vigaszág | Vigaszág | Elődöntő | Elődöntő | Elődöntő | Döntő | Döntő   | Döntő | Helyezés |
| Versenyző    | Versenyszám  | Idő      | Hely.    | Idő      | Hely.    | Típus    | Idő      | Hely.    | Típus | Idő     | Hely. | Helyezés |
| ------------ | ------------ | -------- | -------- | -------- | -------- | -------- | -------- | -------- | ----- | ------- | ----- | -------- |
| Soraya Jadué | Egypárevezős | 7:58,28  | 3.       | 7:37,06  | 2.       | A/B      | 8:16,21  | 6.       | B     | 7:42,76 | 5.    | 11.      |

## Kajak-kenu

### Síkvízi
Férfi

| Versenyző       | Versenyszám       | Előfutam | Előfutam | Előfutam | Elődöntő | Elődöntő | Elődöntő | Döntő   | Döntő    |
| Versenyző       | Versenyszám       | Idő      | Hely.    | Össz.    | Idő      | Hely.    | Össz.    | Idő     | Helyezés |
| --------------- | ----------------- | -------- | -------- | -------- | -------- | -------- | -------- | ------- | -------- |
| Jonnathan Tafra | Kenu egyes 1000 m | 4:04,402 | 5.       | 16.      | 4:22,644 | 8.       | 14.      | kiesett | kiesett  |

## Kerékpározás

### Hegyi-kerékpározás
| Versenyző       | Versenyszám        | Idő           | Helyezés |
| --------------- | ------------------ | ------------- | -------- |
| Cristóbal Silva | Férfi terepverseny | 1 kör hátrány | 40.      |

### Országúti kerékpározás
Férfi

| Versenyző         | Versenyszám   | Idő           | Helyezés      |
| ----------------- | ------------- | ------------- | ------------- |
| Marcelo Arriagada | Mezőnyverseny | nem ért célba | nem ért célba |

### Pálya-kerékpározás
Pontversenyek

| Versenyző       | Versenyszám       | Pont | Helyezés |
| --------------- | ----------------- | ---- | -------- |
| Marco Arriagada | Férfi pontverseny | 25   | 11.      |

## Sportlövészet
Férfi

| Versenyző    | Versenyszám | Selejtező | Selejtező | Döntő   | Döntő    |
| Versenyző    | Versenyszám | Pont      | Helyezés  | Pont    | Helyezés |
| ------------ | ----------- | --------- | --------- | ------- | -------- |
| Jorge Atalah | Skeet       | 117       | 31.*      | kiesett | kiesett  |

* - két másik versenyzővel azonos eredményt ért el

## Tenisz
Férfi

| Versenyző                       | Versenyszám | 64-es főtábla                               | 32-es főtábla                                                   | Nyolcaddöntő                                                 | Negyeddöntő                                                | Elődöntő                                                         | Bronz- mérkőzés                     | Döntő                                                                           | Helyezés |
| Versenyző                       | Versenyszám | Ellenfél Eredmény                           | Ellenfél Eredmény                                               | Ellenfél Eredmény                                            | Ellenfél Eredmény                                          | Ellenfél Eredmény                                                | Ellenfél Eredmény                   | Ellenfél Eredmény                                                               | Helyezés |
| ------------------------------- | ----------- | ------------------------------------------- | --------------------------------------------------------------- | ------------------------------------------------------------ | ---------------------------------------------------------- | ---------------------------------------------------------------- | ----------------------------------- | ------------------------------------------------------------------------------- | -------- |
| Fernando González               | Egyes       | Konsztandínosz Ikonomídisz (GRE) · 7-6, 6-2 | I Hjongthek (KOR) · 7-5, 6-2                                    | Andy Roddick (USA) · 6-4, 6-4                                | Sébastien Grosjean (FRA) · 6-2, 2-6, 6-4                   | Mardy Fish (USA) · 6-3, 3-6, 4-6                                 | Taylor Dent (USA) · 6-4, 2-6, 16-14 |                                                                                 |          |
| Nicolás Massú                   | Egyes       | Gustavo Kuerten (BRA) · 6-3, 5-7, 6-4       | Vince Spadea (USA) · 7-6, 6-2                                   | Igor Andrejev (RUS) · 6-3, 6-7, 6-4                          | Carlos Moyà (ESP) · 6-2, 7-5                               | Taylor Dent (USA) · 7-6, 6-1                                     |                                     | Mardy Fish (USA) · 6-3, 3-6, 2-6, 6-3, 6-4                                      |          |
| Fernando González Nicolás Massú | Páros       |                                             | Bahama-szigetek (BAH) · Mark Knowles · Mark Merklein · 7-5, 6-4 | Argentína (ARG) · Gastón Etlis · Martín Rodríguez · 6-3, 7-6 | Egyesült Államok (USA) · Bob Bryan · Mike Bryan · 7-5, 6-4 | Horvátország (CRO) · Mario Ančić · Ivan Ljubičić · 7-5, 4-6, 6-4 |                                     | Németország (GER) · Nicolas Kiefer · Rainer Schüttler · 6-2, 4-6, 3-6, 7-6, 6-4 |          |

## Úszás
Férfi

| Versenyző         | Versenyszám  | Előfutam | Előfutam | Előfutam | Elődöntő | Elődöntő | Elődöntő | Döntő   | Döntő    |
| Versenyző         | Versenyszám  | Idő      | Hely.    | Össz.    | Idő      | Hely.    | Össz.    | Idő     | Helyezés |
| ----------------- | ------------ | -------- | -------- | -------- | -------- | -------- | -------- | ------- | -------- |
| Max Schnettler    | 100 m gyors  | 51,91    | 5.       | 49.      | kiesett  | kiesett  | kiesett  | kiesett | kiesett  |
| Giancarlo Zolezzi | 200 m gyors  | 1:53,18  | 6.       | 39.      | kiesett  | kiesett  | kiesett  | kiesett | kiesett  |
| Giancarlo Zolezzi | 400 m gyors  | 3:56,52  | 1.       | 25.      |          |          |          | kiesett | kiesett  |
| Giancarlo Zolezzi | 1500 m gyors | 16:00,52 | 2.       | 30.      |          |          |          | kiesett | kiesett  |

Női

| Versenyző       | Versenyszám | Előfutam | Előfutam | Előfutam | Döntő   | Döntő    |
| Versenyző       | Versenyszám | Idő      | Hely.    | Össz.    | Idő     | Helyezés |
| --------------- | ----------- | -------- | -------- | -------- | ------- | -------- |
| Kristel Köbrich | 400 m gyors | 4:18,68  | 3.       | 26.      | kiesett | kiesett  |
| Kristel Köbrich | 800 m gyors | 8:40,41  | 7.       | 15.      | kiesett | kiesett  |

## Vitorlázás
Nyílt

| Versenyző        | Versenyszám | Futam | Futam | Futam | Futam | Futam | Futam | Futam | Futam | Futam | Futam | Futam | Pontszám | Helyezés |
| Versenyző        | Versenyszám | 1     | 2     | 3     | 4     | 5     | 6     | 7     | 8     | 9     | 10    | 11    | Pontszám | Helyezés |
| ---------------- | ----------- | ----- | ----- | ----- | ----- | ----- | ----- | ----- | ----- | ----- | ----- | ----- | -------- | -------- |
| Matías del Solar | Laser       | 39    | 38    | 6     | 38    | 16    | 15    | 18    | 11    | 27    | 31    | 16    | 216      | 23.      |

## Vívás
Férfi

| Versenyző       | Versenyszám       | Selejtező         | 32-es főtábla                | Nyolcaddöntő      | Negyeddöntő       | Elődöntő          | Bronz- mérkőzés   | Döntő             | Helyezés |
| Versenyző       | Versenyszám       | Ellenfél Eredmény | Ellenfél Eredmény            | Ellenfél Eredmény | Ellenfél Eredmény | Ellenfél Eredmény | Ellenfél Eredmény | Ellenfél Eredmény | Helyezés |
| --------------- | ----------------- | ----------------- | ---------------------------- | ----------------- | ----------------- | ----------------- | ----------------- | ----------------- | -------- |
| Paris Inostroza | Párbajtőr, egyéni |                   | Soren Thompson (USA) · 12-13 | kiesett           | kiesett           | kiesett           | kiesett           | kiesett           | 23.      |